# Чёрный, Владимир Фёдорович
Чёрный Владимир Фёдорович (10 сентября 1896 год — 26 декабря 1937 года) — советский политический, государственный и партийный деятель, революционер, член РСДРП(б) с 1916 года, профессор Тимирязевской сельскохозяйственной академии.

## Биография
Родился 10 сентября 1896 году в станице Троицкой, Кубанской области. Отец - казак Фёдор Корнеевич Чёрный.
Окончил городское училище, станица Славянская (1911 г.); Реальное училище, г. Темрюк (1912 г.-1916 г.); учился в Психоневрологическом институте, г. Петроград /2 курса/ (08.1916 г.-04.1917 г.); окончил Курсы работников Всероссийской сельхозпереписи, г. Петроград (1917 г.); Курсы марксизма при Комакадемии, г. Москва (1926 г.-1927 г.); философское отделение Института Красной профессуры, г. Москва 
(1927 г.-1930 г.), преподаватель философии. Профессор МСХА им. Тимирязева.
Член и председатель правления литературного кружка Реального училища, активист народническо-эсеровских кружков, г. Темрюк (1914-1916).
Руководитель большевистского рабочего кружка рабочих гвоздильного завода, г. Петроград (1916 г.-1917 г.); член и секретарь исполкома Центрального совета казаков, г. Петроград (04-07.1917 г.);  помощник заведующего Всероссийской сельхозпереписью по Таманскому отделу Кубанской обл. (07-12.1917 г.); учитель начальной школы, ст. Троицкая (10.1917- 1918 г.).
21 февраля 1918 года был избран первым председателем Совета Троицкого военно-революционного комитета Кубанской области, делегат Кубанского областного съезда советов (1918 г.).
Секретарь и член президиума ЦИК Кубанской, Кубано-Черноморской, Северо-Кавказских советских республик (1918 г.).
Секретарь Кубанского обкома ВКП(б) (1919 г.);
В РККА и на подпольной работе на Северном Кавказе (02.1919 г. - 04.1920 г.)
После падения Советской власти на Северном Кавказе - секретарь Екатеринодарского подпольного комитета РКП(б), председатель Северо-Кавказского краевого комитета РКП(б) /утвержден в Москве, 
куда смог пробраться через фронт и вернуться обратно, г. Екатеринодар (1919 г.- 03.1920 г.); начальник Северо-Кавказского военно-революционного штаба /подпольного, утвержден в Москве/ (1919 г.-1920 г.).
Заведующий ОРГО и секретарь президиума облисполкома Кубано-Черноморской области (1920 г.-1922 г.); секретарь Кубано-Черноморского обкома ВКП(б) (03-08.1920 г.). 
Заведующий информчастью, информационным подотделом ОРГО ЦК ВКП(б) (09.1920 г.- 1921 г. - 8 мес.).
Заведующий кодификационным подотделом ЦК ВКП(б) (1921 г.).
Заместитель секретаря - зав. ОРГО Кубано-Черноморского обкома ВКП(б) (05.1921 г.-12.1922 г.), лектор истмата Кубанского политехнического института и рабфака, Краснодар (1922 г.).
Заведующий совпартшколой, г. Краснодар (12.1922 г.-03.1923 г.).
Заведующий ОРГО ЦК Компартии Туркестана (03.1923г. - 07/08.1923 г.); зав. кафедрой исторического материализма  (1923 г.); ответ. секретарь Джетысуйского обкома КПТ (07.1923 г.- 04.1924 г.),
(утвержен исполбюро ЦК КПТ 20.06.1923 г., прибыл 16.07.1923 г.-04.1924 г.)
Инструктор, зам. зав. оргподотделом Орграспредотдела ЦК ВКП(б) (04.1924 г.-01.1925 г.); член Административной комиссии ВЦИК (1924 г.-1925 г.); 
Заместитель заведующего Организационно-распределительным отделом ЦК РКП(б) — ВКП (б) ( 1925 г. - 1926 г.); член Центральной избирательной комиссии ВЦИК (1925 г.- 1926 г.);
Слушатель Комакадемии (01.1926 г.-08.1927 г.); слушатель ИКП (09.1927 г.-12.1930 г.); секретарь парткома ИКП (1928 г.);
1928 год — заместитель начальника Московской больницы Западной железной дороги;
Председатель Госплана Таджикской ССР (11.1929 г.- 1930 г.);
Заведующий кафедрой диалектического материализма МГУ (12.1930 г.- 06.1931 г.);  преподаватель диамата Московского горного института (1930 г.-1931 г.);
Редактор журнала "Национальная книга" (1931 г. - 8 мес.);
Заведующий культурным сектором ВЦСПС (03.1931 г.-11.1932 г.);
Член президиума Центрального совета культурного строительства при ВЦИК (1931 г.- 1932 г.); член Комитета всеобуча при СНК РСФСР (1931 г.- 1932 г.); зам. зав. секретариатом, зав. Орготделом Профинтерна (11.1932 г.-12.1934 г.);
Преподаватель и руководитель кружка профессоров Историко-филологического института, Москва (1932 г.-1933 г.); зав. кафедрой истмата Института истории и философии, Москва (1931 г.) зав. кафедрой диалектического материализма и ленинизма Академии внешней торговли, Москва (1932 г.);
Начальник политотдела Максатихинской МТС, Московская обл. (10.1934 г.-01.1935 г.); зав. кафедрой диалектического материализма и ленинизма Московкой сельхозакадемии им. Тимирязева (12.1934 г.-05.1936 г.).
С 1917 г. - журналист, автор статей в журналах "Большевик" (1924 г.- 1925 г.), "Коммунистическая революция", "На аграрном фронте" (1924 г.- 1927 г.), "Ударник" (1932 г.- 1934 г.).
Член ЦИК Туркестанской АССР.
На воинском учете запаса РККА по категории Д. 10 (нач-к орграспредотдела ПУРа) на 08.1933 г.
Автор книги: "Стахановское движение и уничтожение противоположности умственного и физического труда" и мемуаров Черный В. Ф "Подполье", журнал "Путь коммунизма", №3.
Проживал в "Доме на Набережной" (ул. Серафимовича, д., 1, кв. 128).
Регбланк партбилета №0015035 обр. 1936 г. от 20.05.1936 г.
Партбилет погашен Московским обкомом ВКП(б) 7.03.1937 г. - "исключен"
17 сентября 1937 года - арестован НКВД.
Включен по 1-й категории в список "V. Бывшие ответственные работники наркоматов", который был утвержден 1 ноября 1937 года и также был включен по 1-й категории в список "Москва-центр", 22 декабря 1937 г. список был утвержден Сталиным, Молотовым, Кагановичем, Ворошиловым. Отнесение к 1-й категории предусматривало приговор к расстрелу. По приговору Военной Коллегии Верховного Суда СССР от 26 декабря 1937 года на основании статьи 58 подпунктов 2, 8, 11 УК РСФСР Черный был приговорен к высшей мере наказания с конфискацией имущества. Приговор был приведен в исполнение в Москве 26 декабря 1937 года.
Захоронен на спецполигоне НКВД «Коммунарка» (ныне территория Новомосковского административного округа Москвы).
Заключением Военной Коллегии Верховного Суда СССР от 11 февраля 1957 года Чёрный Владимир Фёдорович реабилитирован.

## Семья
На момент ареста:
- Мать — Чёрная Евдокия Стефановна, 1877 года рождения;
- Дочь — Муза, 1921 года рождения;
- Дочь — Виктория, 1931 года рождения.